# Atalanta Bergamasca Calcio 1980-1981
Questa voce raccoglie i dati riguardanti l'Atalanta Bergamasca Calcio nelle competizioni ufficiali della stagione 1980-1981.

## Stagione
La squadra si presenta ai nastri di partenza con programmi ambiziosi che includevano un ritorno in Serie A, nonostante la presenza nel campionato cadetto di società come Milan e Lazio, retrocesse per lo scandalo-scommesse. In ambito societario inoltre avviene l'avvicendamento al vertice tra Achille Bortolotti e il giovane figlio Cesare.
La realtà invece presenta molte difficoltà che non vengono adeguatamente prese in considerazione dai giocatori. Il primo a farne le spese è l'allenatore Bruno Bolchi, esonerato a fine andata, il cui posto viene affidato a Giulio Corsini. Questo non basta a raddrizzare una situazione compromessa, che fa precipitare l'Atalanta in serie C1 per la prima volta nella sua storia.
In Coppa Italia il cammino dei neroazzurri si interrompe nel primo turno a gironi dove, nonostante le vittorie contro Cesena e Pistoiese, e i pareggi con Rimini e Fiorentina, viene eliminata da quest'ultima per via della peggior differenza reti.

## Organigramma societario
Area direttiva
- Presidente: Cesare Bortolotti
- Vice presidenti: Enzo Sensi e Giacinto Facchetti
- Segretario: Giacomo Randazzo

Area tecnica
- Direttore sportivo: Francesco Landri
- Allenatore: Bruno Bolchi
dal 19-1-81 Giulio Corsini
- Vice allenatore: Zaccaria Cometti

Area sanitaria
- Medico sociale: Pier Luigi Cavalli
- Massaggiatore: Renzo Cividini

## Rosa
| N. |                   | Ruolo | Calciatore         |
| -- | ----------------- | ----- | ------------------ |
|    | Italia (bandiera) | P     | Maurizio Memo      |
|    | Italia (bandiera) | P     | Maurizio Rossi     |
|    | Italia (bandiera) | D     | Amedeo Baldizzone  |
|    | Italia (bandiera) | D     | Federico Caputi    |
|    | Italia (bandiera) | D     | Daniele Filisetti  |
|    | Italia (bandiera) | D     | Giuliano Giorgi    |
|    | Italia (bandiera) | D     | Andrea Mandorlini  |
|    | Italia (bandiera) | D     | Gian Filippo Reali |
|    | Italia (bandiera) | D     | Giovanni Vavassori |
|    | Italia (bandiera) | C     | Fulvio Bonomi      |
|    | Italia (bandiera) | C     | Giuseppe De Biase  |

| N. |                   | Ruolo | Calciatore         |
| -- | ----------------- | ----- | ------------------ |
|    | Italia (bandiera) | C     | Battista Festa     |
|    | Italia (bandiera) | C     | Valter Mostosi     |
|    | Italia (bandiera) | C     | Antonio Rocca      |
|    | Italia (bandiera) | C     | Augusto Scala      |
|    | Italia (bandiera) | C     | Alessandro Tirloni |
|    | Italia (bandiera) | A     | Ezio Bertuzzo      |
|    | Italia (bandiera) | A     | Carlo De Bernardi  |
|    | Italia (bandiera) | A     | Roberto Filippi    |
|    | Italia (bandiera) | A     | Gabriele Messina   |
|    | Italia (bandiera) | A     | Angelo Zambetti    |

## Risultati

### Serie B

#### Girone di andata
| Bergamo 14 settembre 1980 1ª giornata | Atalanta         | 0 – 0 | Taranto | Stadio Comunale\| Arbitro: \| Castaldi (Vasto) \| |
| Arbitro:                              | Castaldi (Vasto) |       |         |                                                   |

| Arbitro: | Terpin (Trieste) |

|                 |           |                |
| De Stefanis 24’ | Marcatori | 16’ Mandorlini |

| Arbitro: | Altobelli (Roma) |

|                    |           |  |
| A. Scala 7’ (rig.) | Marcatori |  |

| Arbitro: | Redini (Pisa) |

|              |           |  |
| Tomasoni 65’ | Marcatori |  |

| Arbitro: | Milan (Treviso) |

|                              |           |                |
| Messina 7’, 61’ Bertuzzo 85’ | Marcatori | 77’ Barlassina |

| Arbitro: | Prati (Parma) |

|                                |           |  |
| Albani 53’ Citterio 88’ (rig.) | Marcatori |  |

| Arbitro: | Falzier (Treviso) |

|                              |           |  |
| De Biase 21’ De Bernardi 61’ | Marcatori |  |

| Arbitro: | Menegali (Roma) |

|              |           |  |
| S. Bozzi 45’ | Marcatori |  |

| Arbitro: | Ballerini (La Spezia) |

|             |           |                                                  |
| Messina 61’ | Marcatori | 29’ Cuoghi 55’ (rig.) Buriani 65’ F.Vincenzi 65’ |

| Arbitro: | Ciulli (Roma) |

|            |           |  |
| Bonomi 30’ | Marcatori |  |

| Arbitro: | Pirandola (Lecce) |

|              |           |             |
| Chiarugi 57’ | Marcatori | 44’ Messina |

| Arbitro: | Bianciardi (Siena) |

|                 |           |                               |
| De Bernardi 21’ | Marcatori | 70’, 79’ Chiorri 87’ De Ponti |

| Arbitro: | Tani (Livorno) |

|  |           |                 |
|  | Marcatori | 21’ De Bernardi |

| Arbitro: | Altobelli (Roma) |

|  |           |                        |
|  | Marcatori | 9’ Massaro 72’ Monelli |

| Vicenza 21 dicembre 1980 15ª giornata | Lanerossi Vicenza  | 0 – 0 | Atalanta | Stadio Romeo Menti\| Arbitro: \| Lombardo (Marsala) \| |
| Arbitro:                              | Lombardo (Marsala) |       |          |                                                        |

| Arbitro: | Parussini |

|            |           |  |
| Bagnato 4’ | Marcatori |  |

| Arbitro: | Falzier (Treviso) |

|            |           |           |
| Caputi 54’ | Marcatori | 63’ Giani |

| Arbitro: | Lanese (Messina) |

|                |           |  |
| Boito 40’, 51’ | Marcatori |  |

| Bergamo 25 gennaio 1981 19ª giornata | Atalanta        | 0 – 0 | Cesena | Stadio Comunale\| Arbitro: \| Milan (Treviso) \| |
| Arbitro:                             | Milan (Treviso) |       |        |                                                  |

#### Girone di ritorno
| Arbitro: | Pairetto (Torino) |

|  |           |             |
|  | Marcatori | 47’ Filippi |

| Arbitro: | Patrussi (Ravenna) |

|                 |           |                |
| De Bernardi 16’ | Marcatori | 49’ Borsellino |

| Arbitro: | Pirandola (Lecce) |

|              |           |  |
| Guidolin 24’ | Marcatori |  |

| Bergamo 1º marzo 1981 23ª giornata | Atalanta      | 0 – 0 | Varese | Stadio Comunale\| Arbitro: \| Lops (Torino) \| |
| Arbitro:                           | Lops (Torino) |       |        |                                                |

| Arbitro: | Tani (Livorno) |

|              |           |                   |
| D. Morra 30’ | Marcatori | 32’ (rig.) Bonomi |

| Arbitro: | Michelotti (Parma) |

|                 |           |            |
| De Bernardi 23’ | Marcatori | 29’ Chiodi |

| Arbitro: | Patrussi (Ravenna) |

|                    |           |  |
| Improta 53’ (rig.) | Marcatori |  |

| Arbitro: | Lanese (Messina) |

|                         |           |  |
| Zambetti 30’ Bonomi 50’ | Marcatori |  |

| Arbitro: | Altobelli (Roma) |

|                |           |  |
| A. Maldera 78’ | Marcatori |  |

| Arbitro: | Castaldi (Vasto) |

|                            |           |                 |
| Bertoni 28’ Cantarutti 65’ | Marcatori | 44’ De Bernardi |

| Arbitro: | Facchin (Udine) |

|                |           |                         |
| De Bernardi 7’ | Marcatori | 5’ G. Rossi 42’ Baldoni |

| Genova 26 aprile 1981 31ª giornata | Sampdoria      | 0 – 0 | Atalanta | Stadio Luigi Ferraris\| Arbitro: \| Tani (Livorno) \| |
| Arbitro:                           | Tani (Livorno) |       |          |                                                       |

| Arbitro: | Falzier (Treviso) |

|  |           |                           |
|  | Marcatori | 40’ Taddei 82’ Di Michele |

| Arbitro: | Parussini (Udine) |

|                                      |           |                                      |
| Blangero 41’ Colombo 43’ Monelli 47’ | Marcatori | 79’ (aut.) Cesario 89’ (rig.) Bonomi |

| Arbitro: | Longhi (Roma) |

|                               |           |              |
| De Bernardi 54’ Vavassori 81’ | Marcatori | 43’ Vagheggi |

| Arbitro: | Ciulli (Roma) |

|              |           |  |
| Zambetti 55’ | Marcatori |  |

| Arbitro: | D'Elia (Salerno) |

|           |           |                 |
| Giani 31’ | Marcatori | 48’ De Bernardi |

| Arbitro: | Barbaresco (Cormons) |

|                     |           |                                |
| A. Scala 28’ (rig.) | Marcatori | 9’ Lorini 48’ (aut.) Filisetti |

| Arbitro: | Mattei (Macerata) |

|                        |           |  |
| Bonini 26’ Garlini 41’ | Marcatori |  |

### Coppa Italia

#### Primo turno
| Rimini 20 agosto 1980 1ª giornata | Rimini            | 0 – 0 | Atalanta | Stadio Romeo Neri\| Arbitro: \| Angelelli (Terni) \| |
| Arbitro:                          | Angelelli (Terni) |       |          |                                                      |

| Arbitro: | Pieri (Genova) |

|             |           |              |
| Messina 71’ | Marcatori | 9’ Orlandini |

| Arbitro: | Agnolin (Bassano del Grappa) |

|                          |           |  |
| A. Scala 20’ Messina 52’ | Marcatori |  |

| 3 settembre 1980 4ª giornata |  | – Turno riposo Atalanta |  |  |

| Arbitro: | Menegali (Roma) |

|  |           |             |
|  | Marcatori | 37’ Messina |

## Statistiche

### Statistiche di squadra
| Competizione | Punti | In casa | In casa | In casa | In casa | In casa | In casa | In trasferta | In trasferta | In trasferta | In trasferta | In trasferta | In trasferta | Totale | Totale | Totale | Totale | Totale | Totale | DR  |
| Competizione | Punti | G       | V       | N       | P       | Gf      | Gs      | G            | V            | N            | P            | Gf           | Gs           | G      | V      | N      | P      | Gf     | Gs     | DR  |
| ------------ | ----- | ------- | ------- | ------- | ------- | ------- | ------- | ------------ | ------------ | ------------ | ------------ | ------------ | ------------ | ------ | ------ | ------ | ------ | ------ | ------ | --- |
| Serie B      | 30    | 19      | 7       | 6       | 6       | 19      | 19      | 19           | 2            | 6            | 11           | 9            | 21           | 38     | 9      | 12     | 17     | 28     | 40     | -12 |
| Coppa Italia |       | 2       | 1       | 1       | 0       | 3       | 1       | 2            | 1            | 1            | 0            | 1            | 0            | 4      | 2      | 2      | 0      | 4      | 1      | +3  |

### Statistiche dei giocatori
| Giocatore      | Serie B  | Serie B | Coppa Italia | Coppa Italia | Totale   | Totale |
| Giocatore      | Presenze | Reti    | Presenze     | Reti         | Presenze | Reti   |
| -------------- | -------- | ------- | ------------ | ------------ | -------- | ------ |
| A. Baldizzone  | 36       | 0       | 4            | 0            | 40       | 0      |
| E. Bertuzzo    | 23       | 1       | 1            | 0            | 24       | 1      |
| F. Bonomi      | 37       | 4       | 4            | 0            | 41       | 4      |
| F. Caputi      | 19       | 1       | 1            | 0            | 20       | 1      |
| C. De Bernardi | 36       | 9       | 4            | 0            | 40       | 9      |
| G. De Biase    | 30       | 1       | 2            | 0            | 32       | 1      |
| B. Festa       | 17       | 0       | 2            | 0            | 19       | 0      |
| R. Filippi     | 28       | 1       | 0            | 0            | 28       | 1      |
| D. Filisetti   | 38       | 0       | 4            | 0            | 42       | 0      |
| D. Fortunato   | 0        | 0       | 1            | 0            | 1        | 0      |
| G. Giorgi      | 5        | 0       | 0            | 0            | 5        | 0      |
| A. Mandorlini  | 34       | 1       | 4            | 0            | 38       | 1      |
| M. Memo        | 35       | 0       | 4            | 0            | 39       | 0      |
| G. Messina     | 11       | 4       | 4            | 3            | 15       | 7      |
| V. Mostosi     | 10       | 0       | 3            | 0            | 13       | 0      |
| G.P. Pecassi   | 0        | 0       | 1            | 0            | 1        | 0      |
| G.F. Reali     | 5        | 0       | 1            | 0            | 6        | 0      |
| A. Rocca       | 36       | 0       | 4            | 0            | 40       | 0      |
| M. Rossi       | 3        | 0       | 0            | 0            | 3        | 0      |
| A. Scala       | 21       | 2       | 4            | 1            | 25       | 3      |
| A. Tirloni     | 3        | 0       | 0            | 0            | 3        | 0      |
| G. Vavassori   | 38       | 1       | 2            | 0            | 40       | 1      |
| A. Zambetti    | 16       | 2       | 0            | 0            | 16       | 2      |